# G.N.K. Osvit Šibenik
Il GNK Osvit fu una società calcistica croata con sede nella città di Sebenico. Fu attiva nel periodo interbellico e fu una delle più importanti società sportive della Splitski nogometni podsavez (la sottofederazione calcistica di Spalato), una delle 15 in cui era diviso il sistema calcistico del Regno di Jugoslavia.
Il nome, in croato, significa crepuscolo.

## Storia
Il club viene fondato nel 1921 e registrato ufficialmente il 29 febbraio 1932 all'hotel Krka di Sebenico, con il dr. Marko Grdović come primo presidente. Il problema più grande è la mancanza di un campo di gioco, che viene risolto con la costruzione di un impianto dove oggi sorge lo Stadio Šubićevac. Il campo viene inaugurato con un'amichevole contro l'Hajduk Spalato, con la vittoria di questi ultimi per 10–2. Subito dopo l'Osvit diventa una delle compagini più in vista della provincia dalmata.

Alla fine del 1939, il club attraversa una crisi finanziaria e si fonde, il 12 aprile 1940, con un club concittadino, l'Hajduk, a formare il HGŠK Građanski (hr. cittadino), ma il nuovo club finisce l'accesso al neoformato campionato croato. Nel 1941, il vecchio nome HRŠK Osvit viene ripristinato.

I tornei delle sottofederazioni vengono interrotti il 6 aprile 1941, quando le potenze dell'Asse cominciano l'invasione della Jugoslavia ed anche l'Osvit cessa l'attività.

## Cronistoria
| Stagione       | Piazzamento                                                     |
| -------------- | --------------------------------------------------------------- |
| Autunno 1933   | Vincitore fase provinciale                                      |
| Primavera 1934 | Semifinalista fase provinciale                                  |
| Autunno 1934   | Vincitore fase provinciale                                      |
| Autunno 1935   | Vincitore fase provinciale. Vincitore sottofederale (1º titolo) |
| 1935-36        | 2º nella 1. razred SNP                                          |
| 1936-37        | Vincitore della 1. razred SNP (2º titolo)                       |
| 1937-38        | 4º nella 1. razred SNP                                          |
| 1938-39        | 6º nella 1. razred SNP                                          |
| 1939-40        | Vincitore della 1. razred SNP (3º titolo)                       |
| 1940-41        | Perde gli spareggi per l'accesso alla Hrvatska liga             |